# Rudolf van den Berg
Rudolf van den Berg (Róterdam, 6 de enero de 1949-13 de julio de 2025) fue un director de cine neerlandés. 

## Biografía
Realizó estudios secundarios en el Vossius Gymnasium de Ámsterdam y universitarios de Ciencias políticas en la Universidad de Ámsterdam. Comenzó a realizar documentales para la televisión y en 1984 estrenó su primer largometraje de ficción, Bastille. Su película Tirza (2010), basada en la novela homónima de Arnon Grunberg, fue elegida para representar a los Países Bajos como candidata al Óscar a la mejor película extranjera en los Premios Óscar de 2010, pero no consiguió llegar a la ronda final de películas preseleccionadas por la Academia de Artes y Ciencias Cinematográficas de los Estados Unidos.
Su siguiente película, Süskind (2011) tiene guion del propio Van der Berg y de Chris W. Mitchell, está protagonizada por Jeroen Spitzenberger y ambientada durante el nazismo.